# Evangelický kostel (Rusovce)
Evangelický kostel v Rusovcích je nejmladší sakrální stavbou stojící v této městské části Bratislavy. Stojí na Maďarské ulici, blízko místního úřadu, jakož i většího kostela Máří Magdalény.
Byl postaven v 20. letech 19. století. Dnešní podobu nabyl v roce 1904, když přibyla věž se zvonicí. Hlavní oltář je taktéž z 19. století, v kostele se nachází dřevěná křtitelnice a varhany, které zhotovil v roce 1885 Anton Schänhofer, bratislavský varhanář rakouského původu. Varhany v evangelickém kostele v Rusovcích jsou jedněmi ze tří známých varhan, které Schänhofer postavil.